# Gobernación de Kirkuk
Kirkuk, antiguamente At Ta'mim (التعميم 'Nacionalización'), es una de las dieciocho gobernaciones que conforman la república de Irak. Su capital es la homónima Kirkuk. Ubicada al norte del país, limita al norte con Erbil, al este con Solimania y al suroeste con Saladino. Con 144 hab/km² es la quinta gobernación más densamente poblada, por detrás de Bagdad, Babilonia, Kerbala y Duhok.